# 戈迪昂普雷
戈迪昂普雷（法語：Gaudiempré）是法国北部-加来海峡大区加来海峡省的一个市镇，属于阿拉斯区帕桑纳尔图瓦县。该市镇2009年时的人口为199人。

## 人口
戈迪昂普雷人口变化图示
| 数据来源：INSEE |